# Cardoness Castle
Cardoness Castle is een vijftiende-eeuws kasteel in de Schotse regio Dumfries and Galloway. Tot de zeventiende eeuw was het de residentie van de McCullochs.

## Geschiedenis

### Teri
In de archieven duikt de familie met de naam Cardoness voor het eerste op in 1220 in een dispuut over een bruidsschat tussen Nicholas de Kerdenes en zijn vrouw Cicely enerzijds en Dundrennan Abbey anderzijds; een dispuut dat meer dan twintig jaar duurde. Nicholas stamt hoogstwaarschijnlijk af van David fitz Teri, Heer van Over Denton in Cumberland, die in 1170 in ieder geval Anwoth Church in bezit had. Dit was de parochiekerk van de parochie waartoe Cardoness behoort.

David fitz Teri was een van de Anglo-Normandiërs die vanuit Cumberland de Solway Firth overstaken in een poging de macht van de Heren van Galloway in te perken. De komst van deze heren veroorzaakte veel onrust in de regio Galloway waardoor de nieuwe Heren genoodzaakt waren sterke kastelen te bouwen. Davids mottekasteel lag ten westen van Cardoness Castle. Er is verder weinig bekend over de lotgevallen van deze familie. In 1277 was Bertram of Cardoness getuige bij een akte van Lady Dervorguilla van Buittle Castle. Lady Dervorguilla was de moeder van John Balliol die in 1292 koning van Schotland werd. Zij stichtte eveneens Sweetheart Abbey.

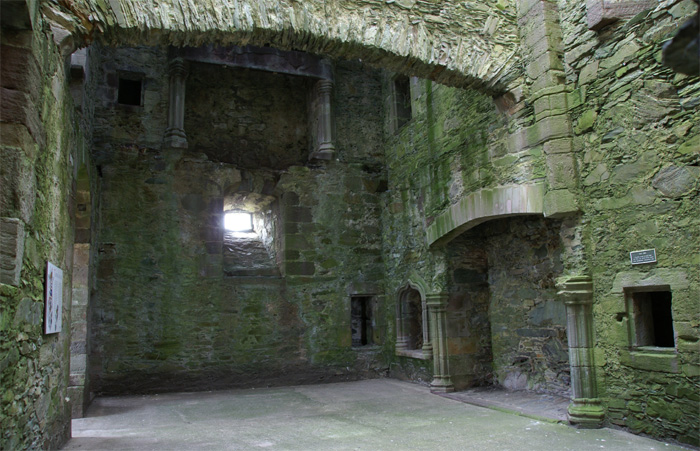
De great hall met in de rechtermuur het buffet, haard en zoutkabinet.

### McCulloch
In de vijftiende eeuw verkreeg de familie MacCulloch Cardoness, wellicht door huwelijk. De oudst bekende akte van een MacCulloch van Cardoness stamt uit 1466 waarin Gilbert MacCulloch als getuige tekent. Het was Gilbert of zijn zoon James die het huidige Cardoness Castle bouwde.
De machtige familie MacCulloch was vaak verwikkeld in disputen met hun buren de Gordons, meestal over land. Hiervoor ging de familie erg ver. Zo liet James MacCulloch of Cardoness (overleden 1500) zijn dochter huwen met een onnozele jongeman genaamd Alexander MacLellan om het curatorschap van diens landgoederen te verkrijgen. De zoon van James, genaamd Ninian, werd veroordeeld omdat hij had ingebroken in een schuur en 1500 dieren had gestolen en omdat hij illegaal rentes had geïnd, terwijl dat alles het eigendom van zijn moeder was. Ninian stierf in 1509, wellicht als straf voor zijn misdaden. De erfgenaam, zijn zoon Thomas, was minderjarig. Patrick MacLellan, de broer van Alexander, nam in 1509 Cardoness Castle in.
Sir Alexander MacCulloch was de voogd van Thomas van 1509 tot hij in 1513 bij de Slag bij Flodden de dood vond. Sir Alexander stond op goede voet met Jacobus IV van Schotland en was sinds 1505 beheerder van Linlithgow Palace en meester van de valken van de koning. Alexanders tak van de familie kreeg Cardoness Castle weer terug door huwelijk. In 1516 was ene Alexander MacCulloch Heer van Cardoness. Hij was bijgenaamd Cutlar McCulloch en in de jaren dertig van de zestiende eeuw leidde hij een plundertocht naar Man, omdat de Heer van dat eiland, Lord Derby, Galloway geplunderd had. Het bleef niet bij deze ene plundertocht; in die tijd ontstond er op Man een gebed dat luidde: God keep the good corn, the sheep, and the bullock, from Satan, from sin, and from Cutlar M'Cullock (Moge God het goede koren, de schapen en de os beschermen tegen satan, zonde en tegen Cutlar M'Cullock).
De MacCullochs steunden Mary, Queen of Scots totdat zij in 1567 bij Carberry Hill werd verslagen. De Engelsen waren al gereed om Schotland binnen te vallen. Een Engelse spion had tussen 1563 en 1566 een rapport geschreven over Cardoness Castle en claimde dat het met een leger van 200 man bij verrassing kon worden ingenomen en vervolgens kon worden gehouden met een garnizoen van honderd man. De invasie vond echter niet plaats.
De vele disputen met hun buren vonden hun weerslag in de financiën van de MacCullochs. Vanaf 1592 waren deze zo slecht geworden dat er een hypotheek werd genomen op Cardoness Castle totdat dit in 1628 in handen was van John Gordon of Upper Ardwall. In 1668 bestreden Alexander MacCulloch en zijn zoon Godfrey het recht van de Gordons op het kasteel. Alexander viel in 1668 Marion Peebles, de weduwe van John Gordon, aan; hij sleepte haar van haar ziekbed naar een mesthoop waar hij haar achterliet om te sterven. In 1690 schoot Godfrey William (de zoon van John Gordon) neer in Bush a'Bield, de residentie van de Gordons. Godfrey werd ter dood veroordeeld maar wist te ontkomen naar Frankrijk. In 1697 werd hij herkend en opgepakt in St Giles' Cathedral in Edinburgh en in die stad onthoofd met The Maiden, een Schotse variant op de guillotine. Cardoness Castle werd verlaten. Het kasteel werd beurtelings eigendom van de Gordons, de Maxwells, de Stewarts, de Murray-Baillies of Cally en weer de Maxwells. In 1927 gaf Lady Maxwell Cardoness Castle in staatsbeheer.

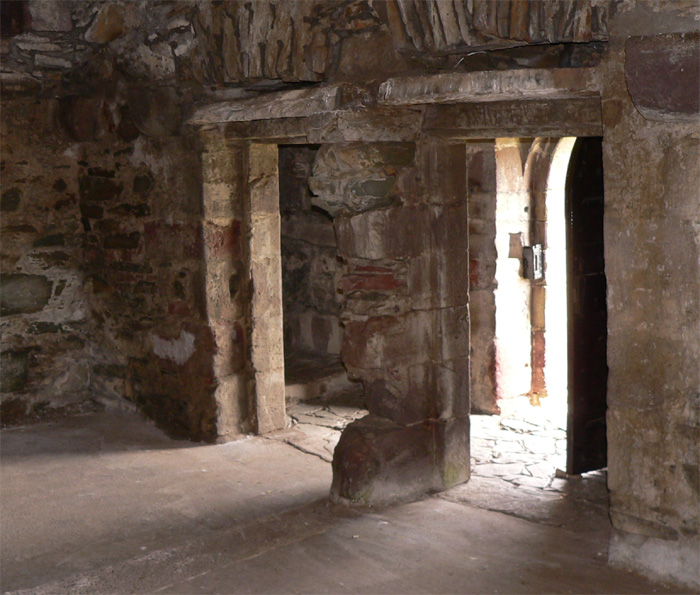
De twee doorgangen gezien vanuit de kelderruimte, de tussenmuur tussen de twee kelders is verdwenen.

## Bouw
Cardoness Castle is een donjon van zes verdiepingen, gelegen op een rotsige verhoging in het landschap. Tot 1824 sloeg de zee van Solway Firth bij vloed tegen deze rots aan. Ten zuiden van de woontoren bevonden zich de binnenplaats en enige gebouwen, die in de jaren twintig van de twintigste eeuw zijn gereconstrueerd. De gebouwen dienden hoogstwaarschijnlijk als keuken, stallen en opslagruimtes.
Op de begane grond en eerste verdieping van de donjon bevonden zich eveneens opslagruimtes. Verder was er in de oostelijke muur een gevangenisput. Op de begane grond waren twee opslagkelders; de tussenmuur is verdwenen maar beide toegangen zijn nog aanwezig. Op de tweede verdieping van de donjon bevond zich de great hall. Op de hogere verdiepingen lagen de privévertrekken van de Heer en Vrouwe.
Toen het kasteel in de vijftiende eeuw gebouwd werd, waren er al kanonnen en vuurwapens. Het kasteel werd daarom voorzien van schietgaten die aan de onderzijde groot genoeg waren om een musket door te steken. De vorm doet denken aan een omgekeerd sleutelgat. De muren van Cardoness Castle zijn 2,5 meter dik. De enige ingang van de toren bevindt zich aan de zuidzijde en had een eiken poort en een ijzeren hek. In de doorgang zelf zit een moordgat in het plafond. Links van de ingang bevindt zich de wachtkamer.
Het is opvallend dat dit kasteel geen borstwering heeft. Wellicht is dit in de jaren zestig van de zestiende eeuw verwijderd tijdens het herinrichten van de bovenste verdiepingen.

## Beheer
Cardoness Castle wordt sinds 1927 beheerd door Historic Scotland, net als het 7,5 kilometer oostelijker gelegen Carsluith Castle.